# Lablab
Lablab é um género botânico pertencente à família Fabaceae. Possui uma única espécie, Lablab purpureus, comummente designada feijão-pedra e feijão-cutelinho.